# Ђенге-Катуркио (Пезаро и Урбино)
Ђенге-Катуркио је насеље у Италији у округу Пезаро и Урбино, региону Марке.
Према процени из 2011. у насељу је живело 92 становника. Насеље се налази на надморској висини од 661 м.